# Claudia Grunwald
Claudia Grunwald, z domu Hoffmann (ur. 10 grudnia 1982 w Nauen) – niemiecka lekkoatletka specjalizująca się w długich biegach sprinterskich, uczestniczka letnich igrzysk olimpijskich w Atenach (2004) i Pekinie (2008), wicemistrzyni Europy z Barcelony (2010) w sztafecie 4 × 400 metrów.
W 2012 ogłosiła zakończenie kariery sportowej.

## Finały olimpijskie
- 2008 – Pekin, sztafeta 4 × 400 m – VIII miejsce

## Inne sportowe sukcesy
- czterokrotna mistrzyni Niemiec w biegu na 400 m – 2005, 2006, 2007, 2008
- trzykrotna halowa mistrzyni Niemiec w biegu na 400 m – 2006, 2007, 2009
- mistrzyni Niemiec juniorek w biegu na 400 m – 2002
- 2000 – Santiago, mistrzostwa świata juniorów – V miejsce w sztafecie 4 × 400 m
- 2001 – Grosseto, mistrzostwa Europy juniorów – srebrny medal w sztafecie 4 × 400 m oraz IV miejsce w biegu na 400 m
- 2003 – Bydgoszcz, młodzieżowe mistrzostwa Europy – brązowy medal w sztafecie 4 × 400 metrów[2] oraz VI miejsce w biegu na 400 m[3]
- 2005 – Helsinki, mistrzostwa świata – VI miejsce w sztafecie 4 × 400 m
- 2006 – Göteborg, mistrzostwa Europy – V miejsce w sztafecie 4 × 400 m
- 2009 – Sofia, mistrzostwa świata wojskowych – brązowy medal w biegu na 400 m
- 2009 – Berlin, mistrzostwa świata – IV miejsce w sztafecie 4 × 400 m
- 2010 – Barcelona, mistrzostwa Europy – srebrny medal w sztafecie 4 × 400 m

## Rekordy życiowe
- bieg na 400 metrów – 51,65 – Ratyzbona 05/06/2010
- bieg na 800 metrów – 2:01,18 – Bochum 26/06/2010
- bieg na 400 metrów (hala) – 52,02 – Karlsruhe 25/02/2006
- bieg na 800 metrów (hala) – 2:04,45 – Düsseldorf 03/02/2010